# Biserica „Sfântul Gheorghe” din Volintiri
Biserica „Sf. Gheorghe” este o biserică amplasată în Volintiri, raionul Ștefan Vodă, Republica Moldova. Este un monument arhitectural de importanță națională inclus în Registrul monumentelor Republicii Moldova ocrotite de stat cu nr. 354 (raionul Ștefan Vodă), cu denumirea Biserica „Sf. Serghii”. Datează din 1860.